# 牡丹江广播电视台
牡丹江广播电视台及其台属企业牡丹江广电集团是中华人民共和国黑龙江省牡丹江市的市级广播电视播出机构。2004年5月，牡丹江广电集团参与组建了牡丹江新闻传媒集团。

## 旗下資產

### 電視服務
| 頻道名稱     | 语言   | 广播格式                    | 啟播時間      | 頻道口號 | 频道前身     | 備註                                                     | 備註 |
| 新闻综合频道 | 普通話 | SD: PAL 576i 16:9 HD：1080i |               |          | 牡丹江电视台 | 牡丹江市第一條電視頻道，現時以新聞、時事、專題類節目為主 |      |
| 文旅教育频道 | 普通話 | SD: PAL 576i 16:9 HD：1080i | 2023年6月28日 |          |              | [ 2 ]                                                    |      |

### 廣播服務
| 頻道名稱 | 语言   | 频道频率 | 啟播時間 | 頻道口號 | 频道前身 | 備註                                                         |
| 综合广播 | 普通話 | FM100.7  |          |          |          | 以新聞為主，集新聞性、公益性、服務性、監督性為一體的綜合頻率 |